# コウライアイサ
コウライアイサ（高麗秋沙、Mergus squamatus）は、カモ目カモ科アイサ属に分類される鳥類。

## 分布
朝鮮民主主義人民共和国、中華人民共和国、ロシア南東部
中華人民共和国東部、ロシア南東部（沿海地方、ハバロフスク地方）、朝鮮半島北部で繁殖し、冬季になると中華人民共和国南部へ南下し越冬する。和名は朝鮮半島（高麗）で確認された例があることに由来する。日本では1986年に木曽川に飛来して以降、冬季に越冬のため数羽が飛来する（まれな冬鳥）。
鹿児島県では、2011年12月から2012年4月にかけて最大で9羽が観察・撮影されており、3月には交尾行動も観察・撮影された。

## 形態
全長52-62センチメートル。翼長オス25-26.5センチメートル、メス24-24.5センチメートル。翼開張70-86センチメートル。頭頂から後頭にかけての2段状に羽毛が伸長し（冠羽）、特に後頭で顕著。体側面の羽衣は白く、灰色や黒の鱗状の斑紋が入る。雨覆や次列風切、三列風切の色彩は白く、初列風切の色彩は黒い。
虹彩は褐色。嘴先端の鉤状突起が不明瞭。鼻孔は嘴の中央に開口する。嘴の色彩は赤く、先端は黄色。後肢の色彩は赤や橙色。
オスは頭部から体上面の羽衣が金属光沢のある緑黒色、頸部から体下面の羽衣がピンク色。メスは頭部から体上面の羽衣が褐色で眼先が黒く、体上面の羽衣は灰色、頸部から体下面の羽衣が白い。

## 生態
繁殖地では森林内の渓流に生息し、非繁殖地では開けた河川や湖沼に生息する。非繁殖地では小規模な群れを形成する。
食性は動物食で、主に魚類を食べる。
繁殖形態は卵生。大木の樹洞に巣をつくり、1回に8-12個の卵を産むと考えられている。

## 人間との関係
開発による生息地の破壊、水質汚染、狩猟などにより生息数は減少している。
情報不足（DD）（環境省レッドリスト）

## 画像

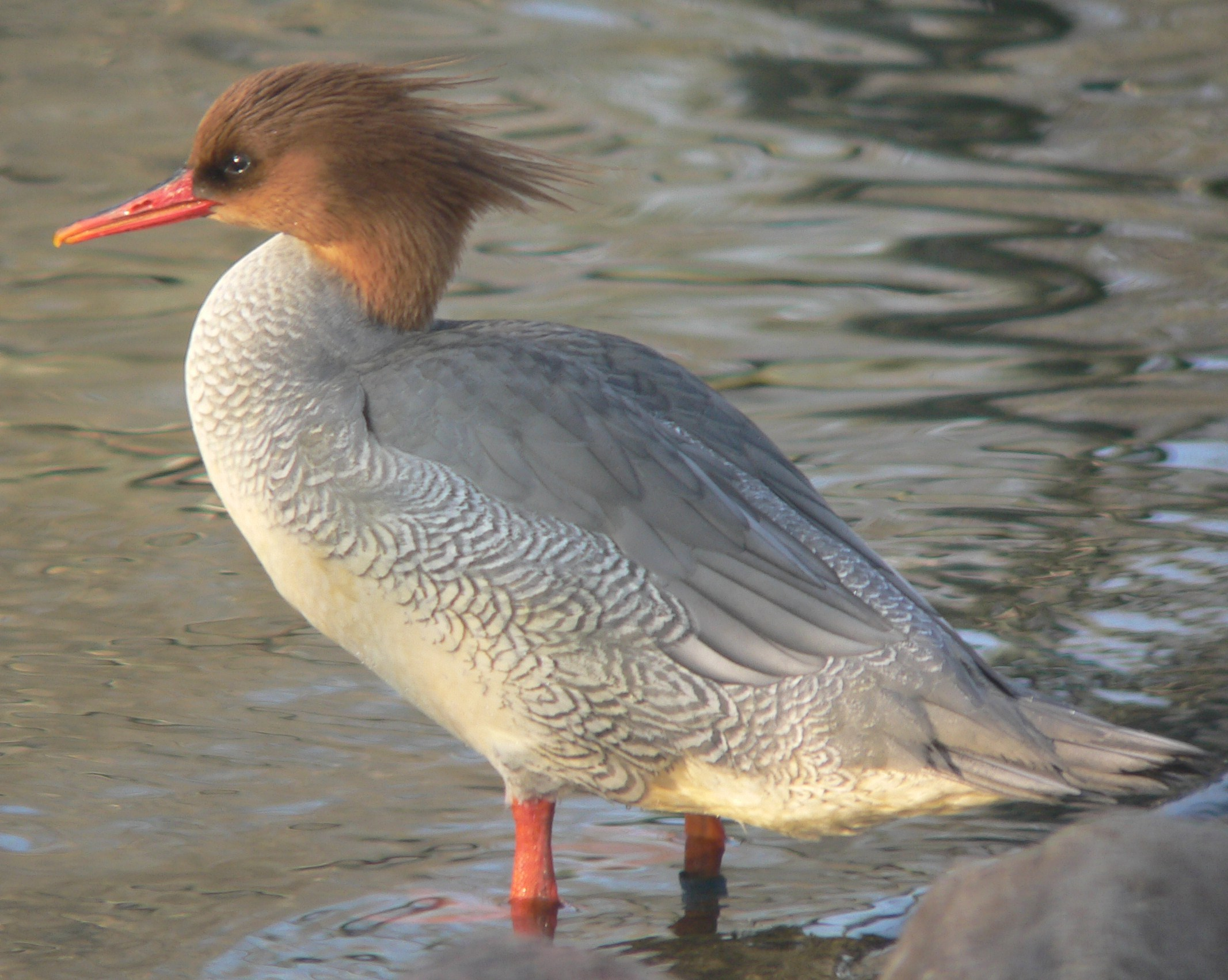
メス